# セントラル地区 (ボツワナ)
セントラル地区（Central District）は、ボツワナ東部の行政区。ングワト族の本拠地でボツワナ最大の行政区である。
歴代大統領セレツェ・カーマ、フェスタス・モハエ、イアン・カーマは何れもセントラル地区出身である。

## 地理
パラペ、セロウェが主要都市で、南アフリカ共和国との国境を流れるリンポポ川は時折鉄砲水をもたらす。北東にジンバブエ北マタベレランド州、ノースイースト地区、ジンバブエ南マタベレランド州、南東に南アリンポポ州、南西にカトレン地区、クウェネン地区、西にハンツィ地区、北西にノースウェスト地区と接する。ボテティ川、レパスヘ川などの季節河川がマカディカディ塩湖（マカリカリ低地）へ流れる。

## 行政区画
ボボノン (Bobonong)、ボテティ (Boteti)、マハラピエ (Mahalapye)、オラパ (Orapa)、セレビ・ピクウェ (Selebi-Phikwe)、セロウェ/パラピエ (Serowe/Palapye)、ソワタウン (Sowa Town)、トゥトゥメ (Tutume) の8つのサブディストリクトが置かれている。